# Ambernac
Cet article possède un paronyme, voir Ambérac.
Ambernac est une commune française située dans le département de la Charente (région Nouvelle-Aquitaine).

## Géographie

### Localisation et accès
La commune d'Ambernac est située au nord-est du département de la Charente, en bordure occidentale du pays de Charente limousine. Elle appartient à la communauté de communes du Confolentais.
Elle est située à 10 km à l'ouest de Confolens et à 11 km au nord-est de Saint-Claud. Elle est aussi à 47 km d'Angoulême, la préfecture, 10 km de Champagne-Mouton, 10 km de Roumazières-Loubert, 6 km de Saint-Laurent-de-Céris.
La D 951, route d'Angoulême à Confolens et Guéret, maillon de la route Centre-Europe Atlantique, traverse le sud de la commune, à 4 km au sud du bourg. Le bourg est desservi par de petites routes départementales : la D 169, de Roumazières à Alloue et Épenède, la D 170 de Manot à Champagne-Mouton, la D 174 vers Saint-Laurent-de-Céris, la D 313 à l'est vers Confolens.
La gare la plus proche est celle de Roumazières, mais n'est plus desservie par des TER entre Angoulême et Limoges depuis une dizaine d'années.

### Hameaux et lieux-dits
La commune compte quelques gros hameaux comme Saint-Martin (ancienne paroisse) et Montermenoux, au nord-est du bourg, et des hameaux plus petits comme la Grange des Mottes, le Breuil au nord, Clermont, l'Allemandie à l'ouest, etc.

### Communes limitrophes
|                        | Alloue                   |                  |
| Saint-Coutant          | Ambernac                 | Ansac-sur-Vienne |
| Saint-Laurent-de-Céris | Terres-de-Haute-Charente | Manot            |

### Géologie et relief
La commune est géologiquement à cheval sur le Bassin aquitain et le Massif central.
La vallée de la Charente est constituée de marnes du Lias alors que les plateaux d'une grande moitié occidentale, formés de terrains tertiaires (argile rouge au nord, argile à silex et altérite au sud), recouvrent du terrain calcaire jurassique. Ils comportent une faille géologique jurassique métallifère et il existe des vestiges de scories et de galeries de mine de plomb argentifère au bord de la Charente.
L'est de la commune se trouve sur le plateau du Limousin, partie occidentale du Massif central, composé de roches cristallines et métamorphiques, relique de la chaîne hercynienne. Les vallées du Rouillac et du Braillou sont creusées dans le granit, et des arènes argilo-sableuses recouvrent les plateaux,,.
Le relief de la commune est celui d'un plateau d'une altitude moyenne de 190 m assez vallonné car traversé du sud au nord par plusieurs vallées dont celle de la Charente à l'ouest. Le point culminant de la commune est à une altitude de 232 m, situé dans le bois d'Ambouriane au nord-est. Le point le plus bas est à 147 m, situé le long de la Charente sur la limite nord. Le bourg, dominant le confluent de la Charente et du Braillou, est à 185 m d'altitude.

### Hydrographie

#### Réseau hydrographique

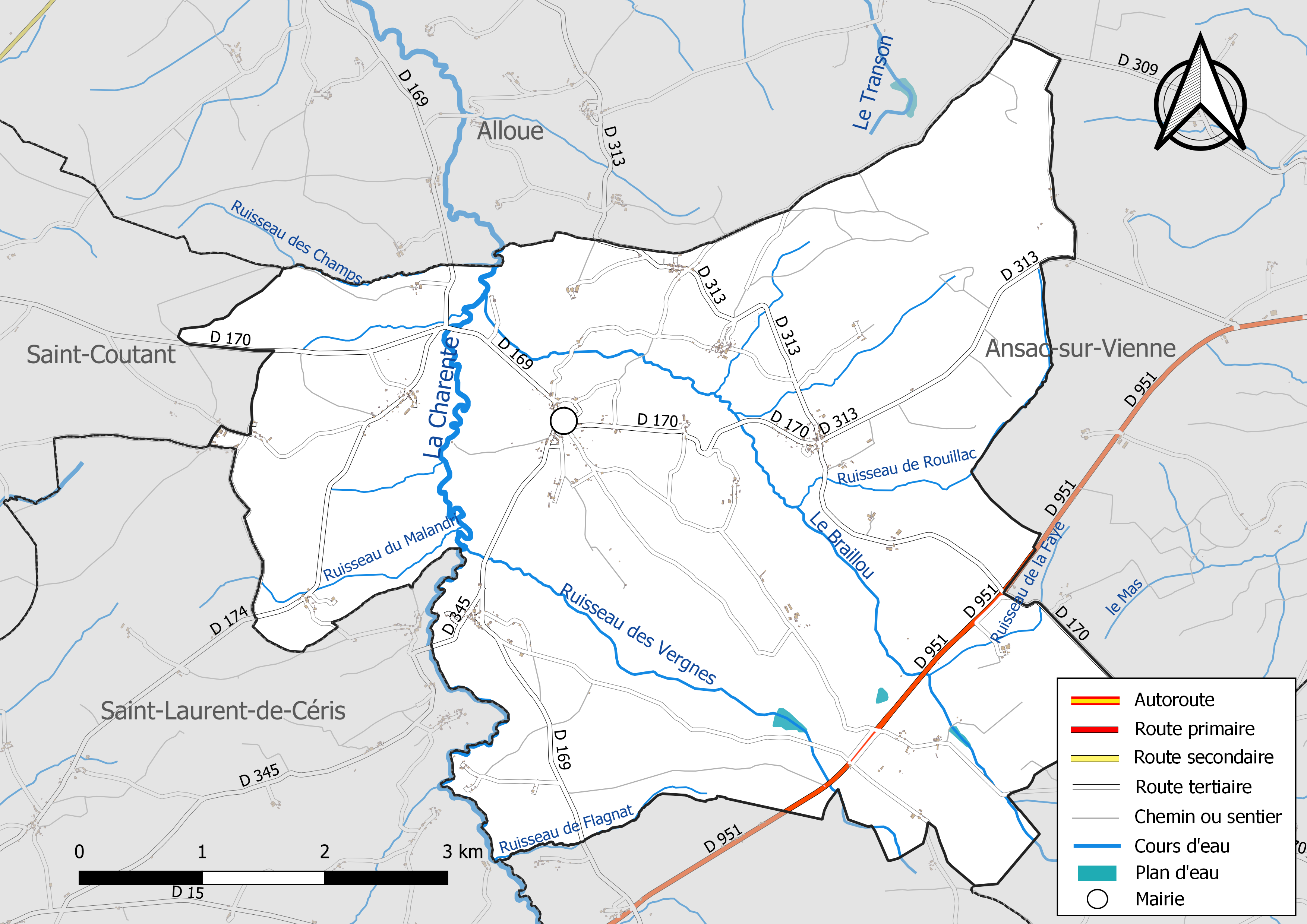
Réseaux hydrographique et routier d'Ambernac.

La commune est située pour partie dans  le bassin versant de la Charente au sein  du Bassin Adour-Garonne et pour partie dans  la région hydrographique de « la Loire de la Vienne (c) à la Maine (nc) », une partie du Bassin de la Loire,  au sein  du Bassin Loire-Bretagne. Elle est drainée par la Charente, le Braillou, le ruisseau des Vergnes, le ruisseau de Flagnat, le ruisseau de la Faye, le ruisseau de la Fontaine Berlière, le ruisseau de Rouillac, le ruisseau des Champs, le ruisseau du Maslandrie et par divers petits cours d'eau, qui constituent un réseau hydrographique de 32 km de longueur totale,.
La Charente, d'une longueur totale de 381,4 km, prend sa source dans la commune de Saint-Léger-les-Vignes et se jette  dans le Golfe de Gascogne, après avoir traversé 117 communes. Encore petite, en aval de Roumazières et en amont d'Alloue, elle coule vers le nord et arrose l'ouest de la commune.
Le Braillou, ruisseau qui prend sa source dans la commune de Manot traverse la commune et se jette dans la Charente sur sa rive droite.
Le Rouillac est un ruisseau intermittent, affluent du Braillou à Saint-Martin.
Le ruisseau des Vergnes est un ruisseau affluent de la Charente sur sa rive droite au sud du bourg, ainsi que le ruisseau de Flagnat qui fait la limite sud de la commune.
Il y a aussi de courts ruisseaux intermittents dans les nombreux vallons ainsi que de petites retenues d'eau grâce au sol argileux.

#### Gestion des cours d'eau
Le territoire communal est couvert par le schéma d'aménagement et de gestion des eaux (SAGE) « Charente ». Ce document de planification, dont le territoire correspond au bassin de la Charente, d'une superficie de 9 300 km2, a été approuvé le 19 novembre 2019. La structure porteuse de l'élaboration et de la mise en œuvre est l'établissement public territorial de bassin Charente. Il définit sur son territoire les objectifs généraux d’utilisation, de mise en valeur et de protection quantitative et qualitative des ressources en eau superficielle et souterraine, en respect des objectifs de qualité définis dans le troisième SDAGE  du Bassin Adour-Garonne qui couvre la période 2022-2027, approuvé le 10 mars 2022.

### Climat
Comme une grande partie du département, le climat est océanique aquitain, mais il est légèrement dégradé aux abords de la Charente limousine; le climat y est légèrement plus humide et plus frais.

## Urbanisme

### Typologie
Au 1er janvier 2024, Ambernac est catégorisée commune rurale à habitat très dispersé, selon la nouvelle grille communale de densité à 7 niveaux définie par l'Insee en 2022.
Elle est située hors unité urbaine. Par ailleurs la commune fait partie de l'aire d'attraction de Confolens, dont elle est une commune de la couronne,. Cette aire, qui regroupe 14 communes, est catégorisée dans les aires de moins de 50 000 habitants,.

### Occupation des sols
L'occupation des sols de la commune, telle qu'elle ressort de la base de données européenne d’occupation biophysique des sols Corine Land Cover (CLC), est marquée par l'importance des territoires agricoles (75,8 % en 2018), en diminution par rapport à 1990 (78,5 %). La répartition détaillée en 2018 est la suivante : 
prairies (34,2 %), zones agricoles hétérogènes (23,2 %), forêts (22,9 %), terres arables (18,3 %), mines, décharges et chantiers (1,3 %). L'évolution de l’occupation des sols de la commune et de ses infrastructures peut être observée sur les différentes représentations cartographiques du territoire : la carte de Cassini (XVIIIe siècle), la carte d'état-major (1820-1866) et les cartes ou photos aériennes de l'IGN pour la période actuelle (1950 à aujourd'hui).

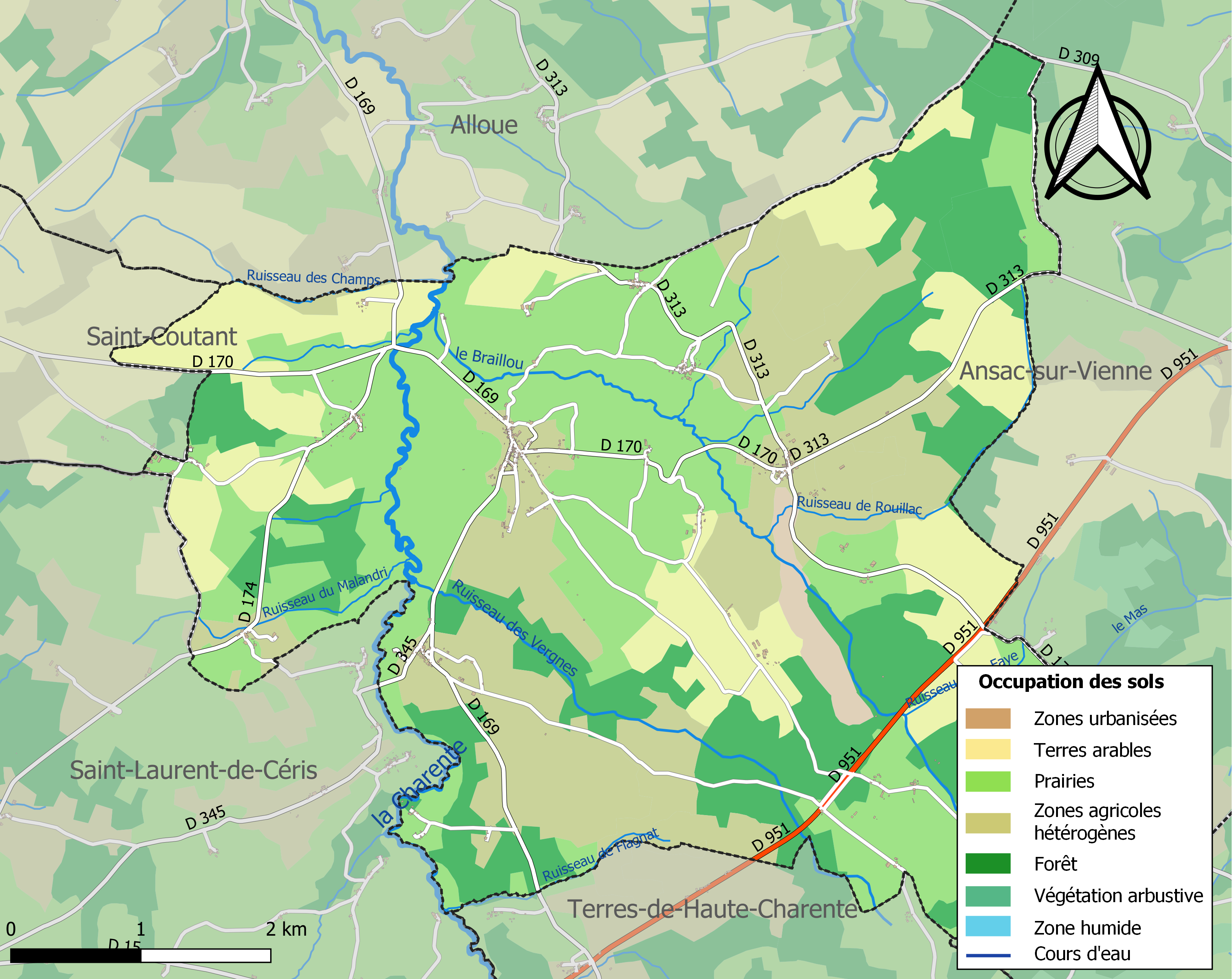
Carte des infrastructures et de l'occupation des sols de la commune en 2018 (CLC).

### Risques majeurs
Le territoire de la commune d'Ambernac est vulnérable à différents aléas naturels : météorologiques (tempête, orage, neige, grand froid, canicule ou sécheresse) et séisme (sismicité faible). Il est également exposé à deux risques technologiques,  le transport de matières dangereuses et la rupture d'un barrage, et à deux risques particuliers : le risque minier et le risque de radon. Un site publié par le BRGM permet d'évaluer simplement et rapidement les risques d'un bien localisé soit par son adresse soit par le numéro de sa parcelle.

#### Risques naturels

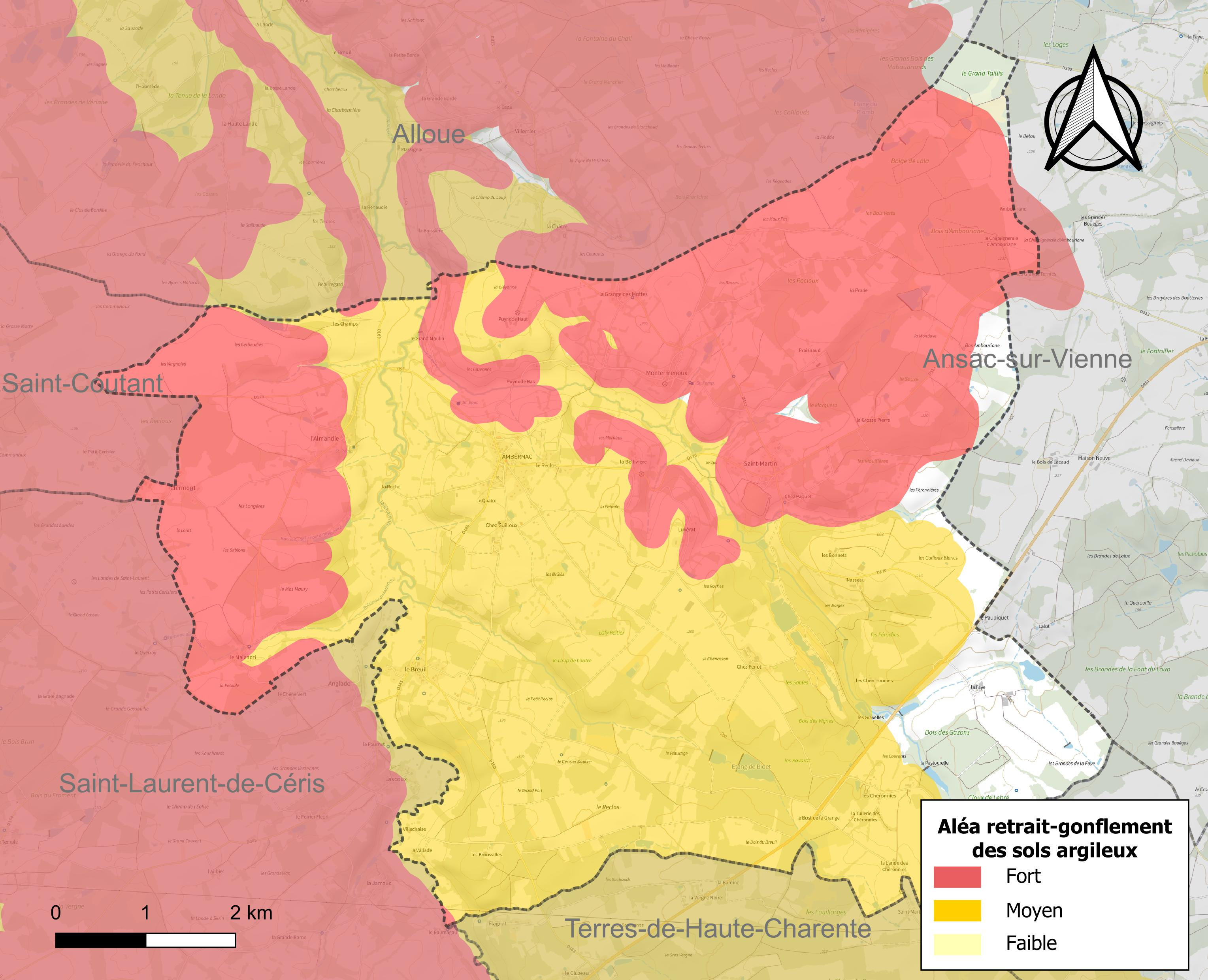
Carte des zones d'aléa retrait-gonflement des sols argileux d'Ambernac.

Le retrait-gonflement des sols argileux est susceptible d'engendrer des dommages importants aux bâtiments en cas d’alternance de périodes de sécheresse et de pluie. 91,5 % de la superficie communale est en aléa moyen ou fort (67,4 % au niveau départemental et 48,5 % au niveau national). Sur les 272 bâtiments dénombrés sur la commune en 2019,  266 sont en aléa moyen ou fort, soit 98 %, à comparer aux 81 % au niveau départemental et 54 % au niveau national. Une cartographie de l'exposition du territoire national au retrait gonflement des sols argileux est disponible sur le site du BRGM,.
Par ailleurs, afin de mieux appréhender le risque d’affaissement de terrain, l'inventaire national des cavités souterraines permet de localiser celles situées sur la commune.
La commune a été reconnue en état de catastrophe naturelle au titre des dommages causés par les inondations et coulées de boue survenues en 1982, 1983 et 1999. Concernant les mouvements de terrains, la commune a été reconnue en état de catastrophe naturelle au titre des dommages causés par des mouvements de terrain en 1999 et 2020.

#### Risques technologiques
Le risque de transport de matières dangereuses sur la commune est lié à sa traversée par une ou des infrastructures routières ou ferroviaires importantes ou la présence d'une canalisation de transport d'hydrocarbures. Un accident se produisant sur de telles infrastructures est susceptible d’avoir des effets graves sur les biens, les personnes ou l'environnement, selon la nature du matériau transporté. Des dispositions d’urbanisme peuvent être préconisées en conséquence.
La commune est en outre située en aval du barrage de Mas Chaban, un ouvrage de classe A. À ce titre elle est susceptible d’être touchée par l’onde de submersion consécutive à la rupture de cet ouvrage.

#### Risques particuliers
La commune est  concernée par le risque minier, principalement lié à l’évolution des cavités souterraines laissées à l’abandon et sans entretien après l’exploitation de mines. La concession d'Alloue, d'une superficie de 15,5 km2, porte sur le plomb, le zinc et l'argent. Elle a été instituée le 1er novembre 1826 et sa renonciation, après la fin des travaux, est intervenue le 25 juillet 1922. Les Permis Exclusifs de Recherche (PER) d'Alloue-Ambernac et d'Ambernac, d'une superficie de 96,4 km² et 21 km², ont ensuite été respectivement attribués pour une durée de 3 ans, les 20 février 1958 et 23 août 1976.
Dans plusieurs parties du territoire national, le radon, accumulé dans certains logements ou autres locaux, peut constituer une source significative d’exposition de la population aux rayonnements ionisants. Certaines communes du département sont concernées par le risque radon à un niveau plus ou moins élevé. Selon la classification de 2018, la commune d'Ambernac est classée en zone 2, à savoir zone à potentiel radon faible mais sur lesquelles des facteurs géologiques particuliers peuvent faciliter le transfert du radon vers les bâtiments.

## Toponymie
La localité est attestée sous les formes Ambernaco, Bernaco (à dater),.
Albert Dauzat et Charles Rostaing expliquent le premier élément Ambern- par un nom de personne latin *Ambarrinus, non attesté, suivi du suffixe -acum, d'origine gauloise *-āko.
Le hameau du Breuil tire son nom du bas latin brogilum, d'origine gauloise brogilos qui désigne un petit bois.
Le nom de Clermont désigne une colline à la vue dégagée.
Ambernac est située dans la partie occitane de la Charente qui en occupe le tiers oriental, et se nomme aussi Ambernac en dialecte limousin.

## Histoire
Andebrenaco était habitée par les Lemovici. Elle fut soumise par Jules César, en 51 av. J.-C., durant sa 8e campagne et fut une viguerie gallo-romaine. Ambernac eut une certaine importance aux temps mérovingiens de par l'existence d'une mine de plomb argentifère aux Chéronnies et de l'existence supposée d'un atelier monétaire, si Ambernac était bien Andebrenaco. Une autre mine, peut-être exploitée, existait près du château de Puynode. La monnaie était frappée « Andebrenaco », et l'atelier fut arrêté sous les Caroligniens,,.
Ambernac devint un bourg médiéval siège d'un archiprêtré qui bénéficia de largesses royales.
L'ancienne voie romaine d'Angoulême à Bourges par Argenton passait à 1,3 km au sud-est du bourg. Une portion a été découverte entre Luxérat et la Vallade, ainsi qu'à chez Pasquet. Une borne milliaire romaine avec inscription, découverte dans l'ancien cimetière, était vraisemblablement située sur cette ancienne voie, et on peut la voir au musée archéologique d'Angoulême.
Ambernac faisait partie de l'ancienne province du Poitou (limite sud du diocèse, proche de celui d'Angoulême), mais on y parlait la langue d'oc ou occitan sous forme du parler limousin.
Le château du Praisnaud, demeure de la famille Babaud, est mentionné au XVIe siècle. Il aurait aussi existé à cette époque un château de Puynode bas.
Jean-Baptiste Barbaud-Praisnaud fut sous-préfet de 1831 à 1848 durant la Monarchie de juillet.
Léonide Barbaud-Praisnaud fut député en 1848 puis préfet de la Charente en 1871.
Antoine Barbaud-Lacroze fut député et son fils Léonide conseiller d'État et sénateur.
Il a existé une tuilerie (présente sur le cadastre de 1835) et des fours à chaux aux Chéronnies. Il a aussi existé un moulin à vent, le « Moulin d'Ambernac ».
En 1935, l'acteur Noël-Noël acheta Praisnaud et il s'engagea dans le maquis durant la Seconde Guerre mondiale.

## Administration

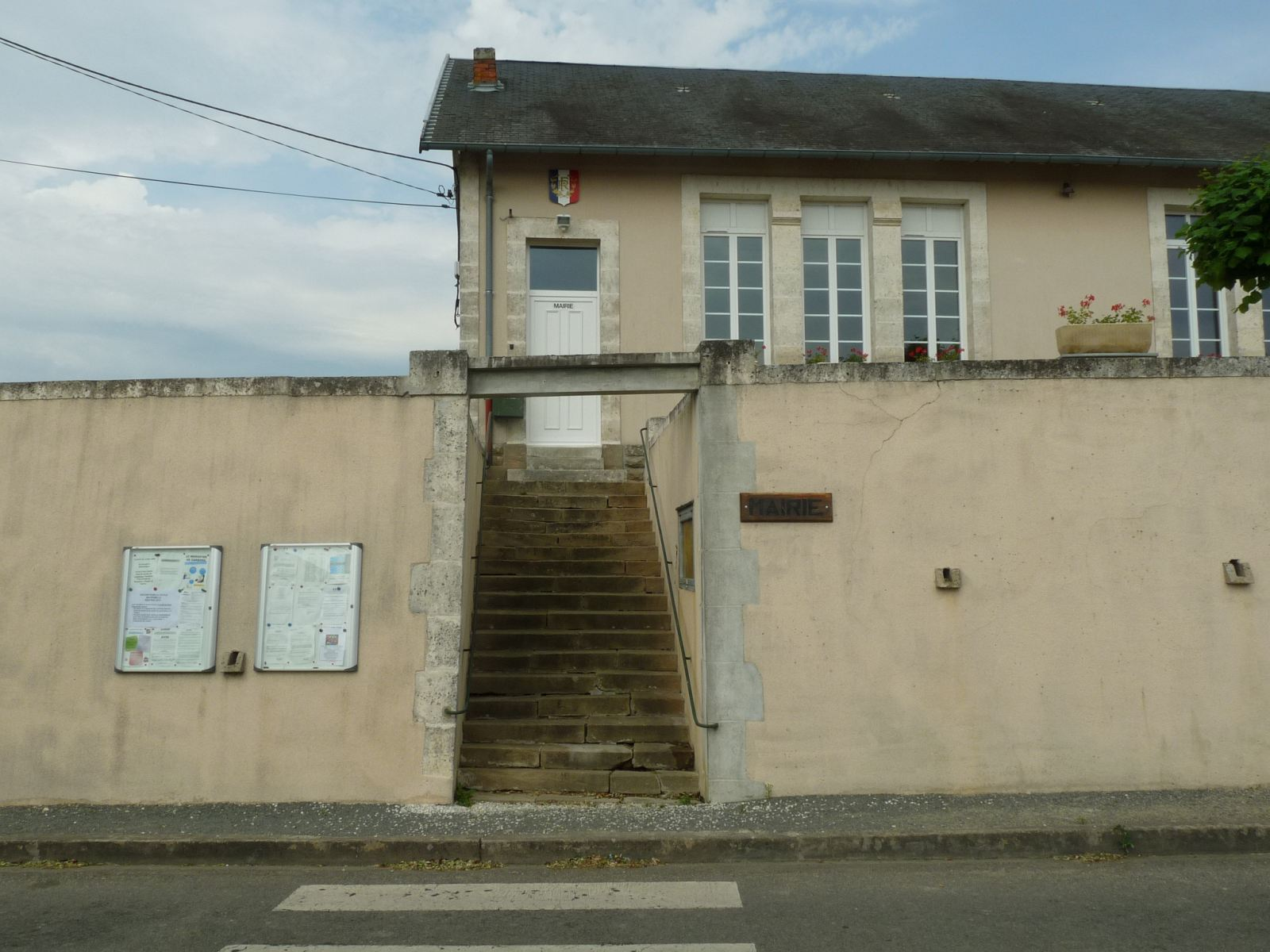
La mairie.

En 1793, Embernac appartenait au canton d'Allouë, en 1801 à celui de Champagne-Mouton puis en 1802 au canton de Confolens-Nord pour plus tard devenir Ambernac.
| Période                                  | Période  | Identité          | Étiquette | Qualité                           |
| ---------------------------------------- | -------- | ----------------- | --------- | --------------------------------- |
| 2001                                     | 2008     | Hélène Boudesseul |           |                                   |
| 2008                                     | 2014     | Marguerite Cadier | SE        | Retraitée communale               |
| 2014                                     | En cours | Guy Rougier       |           | Retraité de l'Éducation nationale |
| Les données manquantes sont à compléter. |          |                   |           |                                   |

## Démographie

### Évolution démographique
Les habitants sont appelés les Ambernacois.
L'évolution du nombre d'habitants est connue à travers les recensements de la population effectués dans la commune depuis 1793. Pour les communes de moins de 10 000 habitants, une enquête de recensement portant sur toute la population est réalisée tous les cinq ans, les populations de référence des années intermédiaires étant quant à elles estimées par interpolation ou extrapolation. Pour la commune, le premier recensement exhaustif entrant dans le cadre du nouveau dispositif a été réalisé en 2004.

En 2022, la commune comptait 377 habitants, en évolution de +4,14 % par rapport à 2016 (Charente : −0,48 %, France hors Mayotte : +2,11 %).
| 1793 | 1800  | 1806  | 1821  | 1831  | 1841  | 1846  | 1851  | 1856  |
| ---- | ----- | ----- | ----- | ----- | ----- | ----- | ----- | ----- |
| 956  | 1 004 | 1 005 | 1 075 | 1 080 | 1 116 | 1 168 | 1 120 | 1 073 |

| 1861  | 1866  | 1872 | 1876 | 1881 | 1886  | 1891  | 1896 | 1901  |
| ----- | ----- | ---- | ---- | ---- | ----- | ----- | ---- | ----- |
| 1 040 | 1 070 | 949  | 992  | 989  | 1 037 | 1 025 | 990  | 1 033 |

| 1906  | 1911  | 1921 | 1926 | 1931 | 1936 | 1946 | 1954 | 1962 |
| ----- | ----- | ---- | ---- | ---- | ---- | ---- | ---- | ---- |
| 1 030 | 1 012 | 739  | 715  | 648  | 659  | 599  | 569  | 591  |

| 1968 | 1975 | 1982 | 1990 | 1999 | 2004 | 2006 | 2009 | 2014 |
| ---- | ---- | ---- | ---- | ---- | ---- | ---- | ---- | ---- |
| 571  | 480  | 441  | 430  | 422  | 395  | 383  | 405  | 372  |

| 2019 | 2022 | - | - | - | - | - | - | - |
| ---- | ---- | - | - | - | - | - | - | - |
| 380  | 377  | - | - | - | - | - | - | - |

### Pyramide des âges
En 2018, le taux de personnes d'un âge inférieur à 30 ans s'élève à 23,4 %, soit en dessous de la moyenne départementale (30,2 %). À l'inverse, le taux de personnes d'âge supérieur à 60 ans est de 40,8 % la même année, alors qu'il est de 32,3 % au niveau départemental.
En 2018, la commune comptait 186 hommes pour 188 femmes, soit un taux de 50,27 % de femmes, légèrement inférieur au taux départemental (51,59 %).
Les pyramides des âges de la commune et du département s'établissent comme suit.
| Hommes | Classe d’âge | Femmes |
| ------ | ------------ | ------ |
| 0,5    | 90 ou +      | 5,2    |
| 12,2   | 75-89 ans    | 13,1   |
| 28,6   | 60-74 ans    | 22,0   |
| 20,6   | 45-59 ans    | 24,6   |
| 13,8   | 30-44 ans    | 12,6   |
| 16,4   | 15-29 ans    | 11,5   |
| 7,9    | 0-14 ans     | 11,0   |

| Hommes | Classe d’âge | Femmes |
| ------ | ------------ | ------ |
| 1      | 90 ou +      | 2,7    |
| 9,2    | 75-89 ans    | 12     |
| 20,6   | 60-74 ans    | 21,3   |
| 20,7   | 45-59 ans    | 20,3   |
| 16,8   | 30-44 ans    | 16     |
| 15,6   | 15-29 ans    | 13,4   |
| 16,1   | 0-14 ans     | 14,3   |

## Économie
Ambernac est une commune essentiellement agricole. La commune possède un gîte rural.

## Équipement, services et vie locale

### Enseignement

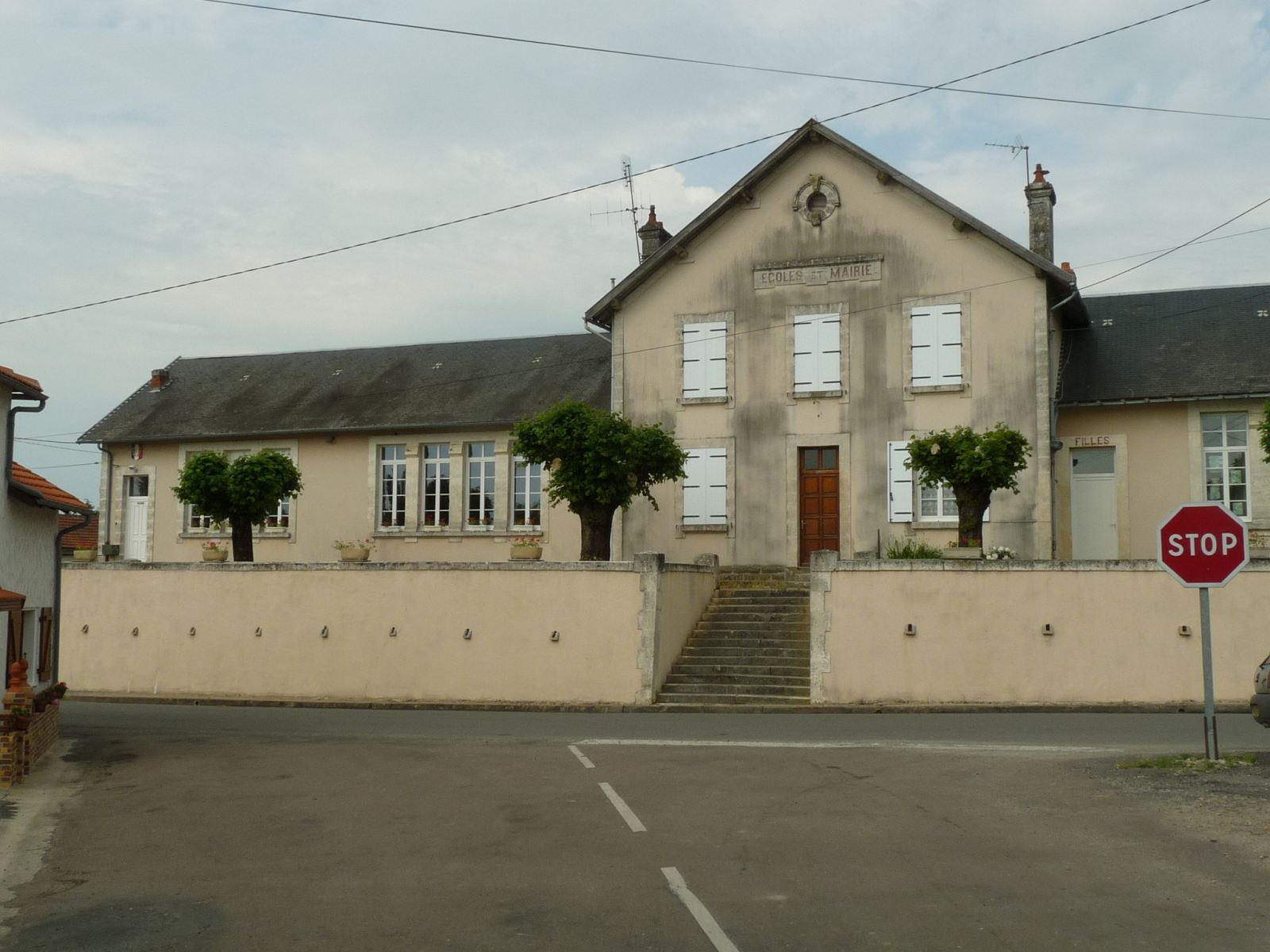
L'école près de la mairie.

L'école est un regroupement pédagogique intercommunal (RPI) entre Alloue, Ambernac, Benest, Épenède et Hiesse. Alloue accueille l'école primaire (maternelle et élémentaire), Ambernac et Benest une école élémentaire.

### Autres services
Les autres services sont sur les communes proches et surtout à Confolens.

### Vivre à Ambernac
Il y a plusieurs associations, la Société de Chasse ainsi qu'un club du 3e Âge et un comité des fêtes.
La commémoration de la bataille d'Ambernac a lieu chaque dernier dimanche de juillet.

## Culture locale et patrimoine

### Lieux et monuments

#### Patrimoine religieux
L'église paroissiale Saint-Pierre date initialement du XIe siècle et fut le siège d'un archiprêtré, avant d'être donnée à l'abbaye de Charroux par l'évêque de Poitiers. Elle fut fortement remaniée pour ne pas dire reconstruite au début du XXe siècle grâce aux dons d'une paroissienne. Elle fut consacrée à nouveau en 1905 par l'évêque d'Angoulême Mgr Ricard.

#### Patrimoine civil
Le château de Praisnaud se compose d'un logis rectangulaire flanqué de deux tours en diagonale, surmontées de toits coniques. La tour ouest serait un vestige d'une construction du XVIe siècle alors que la tour est date du XIXe siècle. La tour est monument historique, le logis, les communs, la cour ainsi que la grange, ont été inscrits par arrêté du 26 octobre 2004. Il possède une imposante fuie ronde, signe que le seigneur du lieu avait droit de haute et basse justice.
Le bourg possède un imposant lavoir.
Croix de Charlemagne et stèle en l'honneur du maquis Foch, près du pont sur la Charente, et fontaine de l'Almandie.

### Patrimoine environnemental
Les rives de la Charente sont zone Natura 2000.
Il y a trois chemins de randonnée, « Clermont » et « Ambouriane » chacun de 9 km, alors que « chez Guilloux » est long de 13,5 km.

### Personnalités liées à la commune
- L'acteur Noël-Noël est inhumé dans le cimetière de la commune.
- Michel Bosc (compositeur) dont le roman Marie-Louise, l'Or et la Ressource  (ISBN 978-2-343-03669-4) se déroule en partie à Ambernac.